# أونغاران
أونغاران (بالإنجليزية: Ungaran)‏ هي منطقة سكنية تقع في إندونيسيا في جاوة الوسطى. يقدر عدد سكانها بـ 127,812 نسمة .